# Opisthoxia claudiaria
Opisthoxia claudiaria là một loài bướm đêm trong họ Geometridae.